# Бой, Вернер
Вернер Бой (4 мая 1879 − 6 сентября 1914) — немецкий математик. 

## Научный вклад

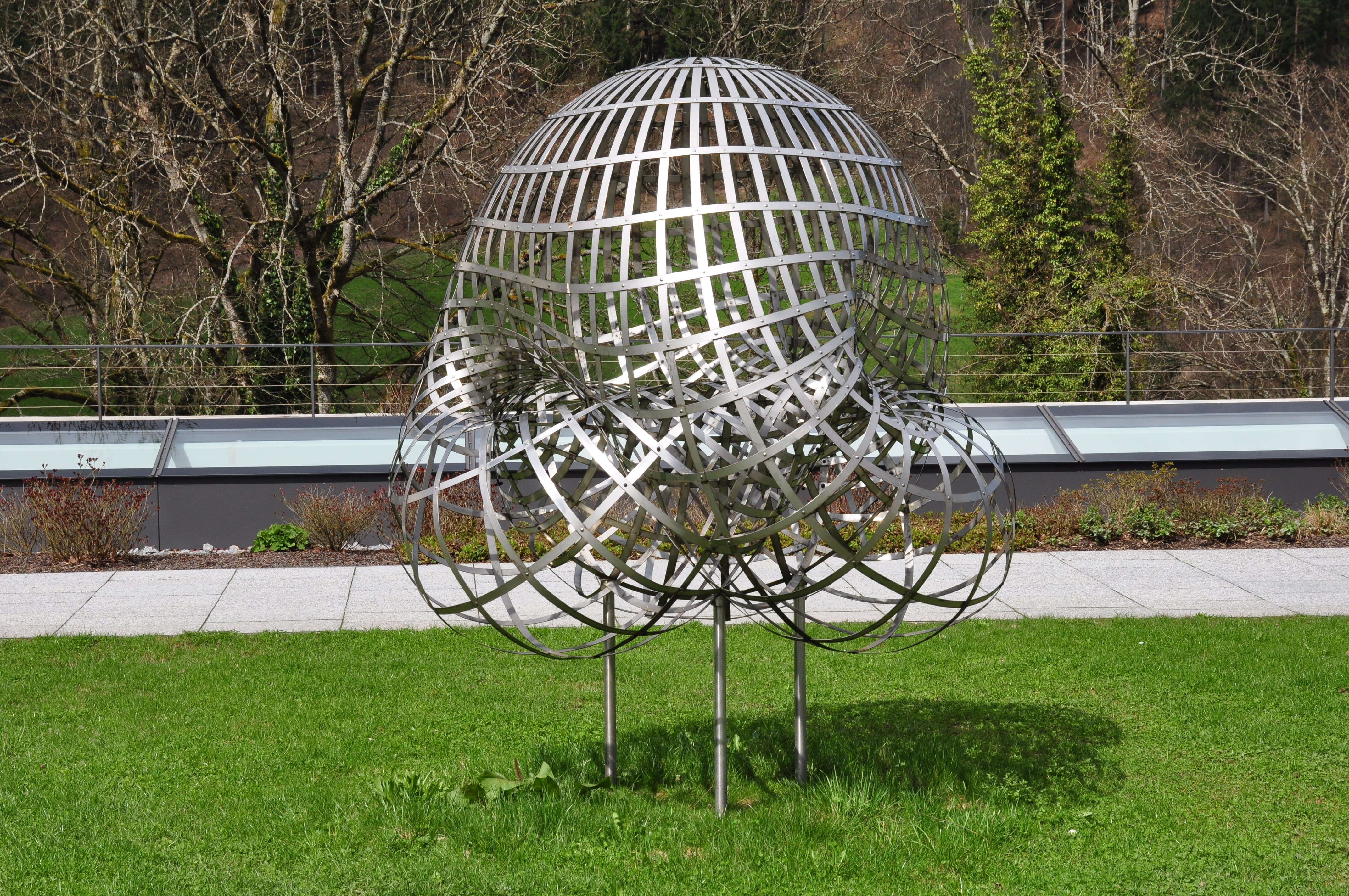
Модель поверхности Боя в Обервольфахе

Наиболее известен благодаря так называемой поверхности Боя — первого известного примера погружения вещественной проективной плоскости в трёхмерное евклидово пространство.
Он построил этот пример в 1901 году в своей дипломной работе, 
написанной под руководством Давида Гильберта. 
Гильберт предложил ему доказать, что таких примеров не существует.

## Биография
После защиты диссертации, Бой работал учителем в школе в Крефельде. 
Позже он вернулся в свой родной город в Бармен (ныне Вупперталь) и преподавал там. 
Погиб солдатом в первые недели первой мировой войны.

## Внешние ссылки
- Über die Curvatura integra und die Topologie geschlossener Flächen — диссертация Боя.
- Статьи и видео о погружении Боя